# Heinrich Keimig
Heinrich Keimig (Worms, 12 de junho de 1913 - 15 de janeiro de 1966) foi um handebolista e treinador de campo alemão, campeão olímpico.
Fez parte do elenco campeão olímpico de handebol de campo nas Olimpíadas de Berlim de 1936.